# Spatula puna

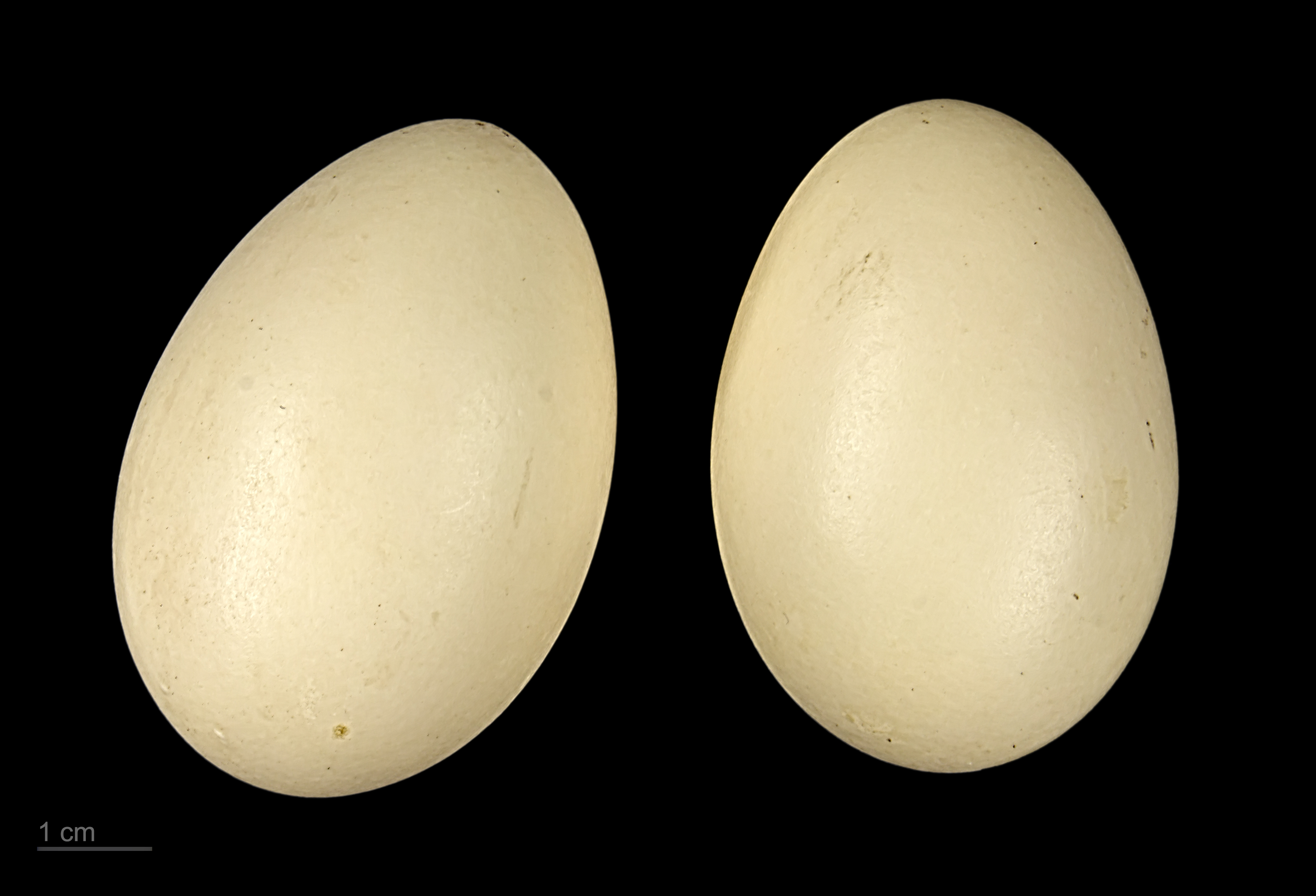
Anas puna

Spatula puna là một loài vịt trong chi Spatula. Trước đây nó được coi là một phân loài của Mòng két bạc.
S. puna cư ngụ ở dãy Andes của Peru, miền tây Bolivia, miền bắc Chile, và cực tây bắc Argentina. Nó được tìm thấy tại các hồ lớn tại Altiplano. Tình trạng bảo tồn của S. puna là ít quan tâm theo sách đỏ IUCN.